# La Jornada (Nicaragua)
La Jornada es un periódico nicaragüense, con oficinas en la capital Managua. La Jornada fue fundado en 1986 como un programa noticioso de radio y luego, en 1996, se convirtió en una revista mensual. En 2005 se convirtió solamente en un periódico digital.